# 地球帝国系列
《地球帝国》系列，（台湾译为：世纪争霸，大陆译为：地球帝国）是Stainless Steel Studios和Mad Doc Software开发的即时战略游戏，由Sierra Entertainment、Activision和Vivendi代理發行。该作品系列是类似帝国时代的历史类即时战略游戏。 其主要参与地球帝国系列和《帝国：现代曙光》的开发者Rick Goodman同时也参与过《帝国时代》的开发
游戏使用Titan和Titan 2.0引擎，该引擎在SSSI倒闭后被出售。

## 游戏产品

### 地球帝国
该系列的第一款作品，在2001年发布。由SSSI(Stainless Steel Studios)开发, Sierra Entertainment代理。因为其广泛的历史深度而广受好评。全球一共销售两百万套拷贝，其盈利促使该公司开发续作。游戏包含了14个时期，前后绵延50万年。游戏玩家可以选择21个不同的民族，在不同的历史时期，玩家还可以更换民族。2005年地球帝国推出手机版。

### 帝国：现代曙光
2003年发布，同样由 Rick Goodman和他的团队SSSI开发。相比前一款作品，本作出现许多技术倒退。现代曙光只涵盖了九个文明及1000年历史，游戏规模也小的多。但现代曙光依然被玩家认为是一款不错的即时战略游戏，

### 地球帝国 II
2005年发布，由Mad Doc Software开发，Vivendi代理。《地球帝国 II》改进了图像表现和天气效果。基本上和原则保持一致性。

### 地球帝国 III
Mad Doc Software负责开发，将于2007年由Vivendi Universal代理發布。

## 资料片

### 地球帝国：征服的艺术
2002年发布, 是第一代的资料片，他主要增加了一些战役和特色内容，但由于存在许多小漏洞而让玩家广泛不满。

### 地球帝国 II：霸权的艺术
2006年发布。他是《地球帝国 II》的资料片。增加了新的战役，文明，兵种。因为没有多少创新而被指责为倒退。